# Saint-Bonnet
 Saint-Bonnet  es una población y comuna francesa, en la región de Poitou-Charentes, departamento de Charente, en el distrito de Cognac y cantón de Barbezieux-Saint-Hilaire.

## Demografía
| 522 | 470 | 415 | 369 | 374 | 337 |
| Para los censos de 1962 a 1999 la población legal corresponde a la población sin duplicidades (Fuente: INSEE [Consultar]) |     |     |     |     |     |